# Liste der Gestalten der griechischen Mythologie/X
Die Liste der Gestalten der griechischen Mythologie enthält Gestalten der griechischen Mythologie.
Aufgenommen werden alle durch literarische oder inschriftliche Zeugnisse namentlich bekannten Gestalten. Dazu zählen etwa Götter, Halbgötter, Mischwesen oder Ungeheuer, wie auch im Mythos erscheinende menschliche Figuren oder Tiere. Ebenfalls aufgenommen werden Beinamen, alternative Namen und Gruppennamen.

## Legende
- Name: Deutsche Umschrift des Namens ohne Akzente oder Längenzeichen. Namen, deren traditionellen Umschriften mit Umlaut gebildet werden oder mit einem U beginnen, werden hier ohne Umlaut und mit der Umschrift Ou aufgeführt. So ist z. B. Ödipus unter Oidipus oder Uranos unter Ouranos zu finden.
- griechisch: Altgriechische Schreibung des Namens.
- Beschreibung: Enthält eine knappe Beschreibung der Gestalt, in der sie soweit möglich eingeordnet wird (Gott, Nymphe, Satyr, Sohn oder Tochter von…).
- Nachweise: Die ausführlichen Nachweise stehen im jeweiligen Artikel und nicht in dieser Liste.

Siehe auch die allgemeinen Hinweise zur Liste der Gestalten der griechischen Mythologie.

## Liste
| Name        | griechisch    | Beschreibung                                                                                       | Nachweise                                                  |
| ----------- | ------------- | -------------------------------------------------------------------------------------------------- | ---------------------------------------------------------- |
| Xanthe      | Ξάνθη         | Okeanide, „die Blonde“, Tochter der Titanen Okeanos und Tethys                                     | Hesiod: Theogonie 355.                                     |
| Xanthe      | Ξάνθη         | Amazone, die „männergleich“ in den Kampf zog                                                       | Roscher 6,518. Hyginus: Fabulae 163.                       |
| Xanthios    | Ξανθιος       | tötet seinen Sohn Leukippos wegen Inzest mit der Schwester                                         | Roscher 6,518 (1). Parthenios 5.                           |
| Xanthios    | Ξανθιος       | das ist Xanthos, Gegner des Melanthos                                                              | Roscher 6,518 (2). Hellanikos Fragment 125.                |
| Xanthippe   | Ξανθίππη      | Amazone, Gegnerin des Iolaos auf einer rotfigurigen Vase                                           | Roscher 6,518 (1).                                         |
| Xanthippe   | Ξανθίππη      | Tochter des Doros, mit Pleuron Mutter von Agenor und Sterope                                       | Roscher 6,518 (2). Bibliotheke des Apollodor 1,7,7.        |
| Xanthippe   | Ξανθίππη      | wegen ihrer Pietät berühmte Heroin                                                                 | Roscher 6,519 (3). Hyginus: Fabulae 254.                   |
| Xanthippos  | Ξάνθιππος     | Sohn des Melas, tötet Tydeus und muss fliehen                                                      | Roscher 6,519 (1). Bibliotheke des Apollodor 1,76.         |
| Xanthippos  | Ξάνθιππος     | Heros in Phokis, Sohn des Ornytion                                                                 | Roscher 6,519 (2). Pausanias 10,4,10.                      |
| Xanthippos  | Ξάνθιππος     | Sohn von Deiphontes und Hyrnetho                                                                   | Roscher 6,519 (3). Pausanias 2,28,6.                       |
| Xanthippos  | Ξάνθιππος     | Vater des Ereuthalion                                                                              | Roscher 6,519 (4). Scholion, Ilias 4,319.                  |
| Xanthis     | Ξάνθις        | Tochter des Thespios, mit Herakles Mutter des Homolippos                                           | Roscher 6,519 (1). Bibliotheke des Apollodor 2,162.        |
| Xanthis     | Ξάνθις        | Dämon in einem Trennungszauber                                                                     | Roscher 6,519 (2).                                         |
| Xantho      | Ξανθώ         | Bacchantin auf einer schwarzfigurigen Amphore                                                      | Roscher 6,519 (1).                                         |
| Xantho      | Ξανθώ         | Nereide, Wassernymphe, Tochter von Nereus und Doris                                                | Roscher 6,519 (2).                                         |
| Xanthos     | Ξάνθος        | Sohn des Erymanthos, Vater der Psophis                                                             | Roscher 6,519 (1). Pausanias 8,24,1.                       |
| Xanthos     | Ξάνθος        | Sohn des Triopas, König der Pelasger in Lykien                                                     | Roscher 6,519 (2). Diodor 5,81.                            |
| Xanthos     | Ξάνθος        | Sohn des Aigyptos, wie fast 50 Brüder von der Braut Arkania, einer Danaide, erdolcht               | Roscher 6,519 (3). Hyginus: Fabulae 170.                   |
| Xanthos     | Ξάνθος        | Sohn von Niobe und König Amphion in Theben                                                         | Roscher 6,519 (4). Pherekydes: Fragment 126.               |
| Xanthos     | Ξάνθος        | König von Theben, der letzte, Sohn des Ptolemaios                                                  | Roscher 6,519 (5). Konon: Diegeseis 39.                    |
| Xanthos     | Ξάνθος        | Heroenopfer an Xanthos bei den Makedonen                                                           | Roscher 6,520 (6). Suda sv ἐναγίζων.                       |
| Xanthos     | Ξάνθος        | Sohn des Phainops, kämpft für Troja, von Diomedes getötet                                          | Roscher 6,520 (7). Homer: Ilias 5,152.                     |
| Xanthos     | Ξάνθος        | Sohn von Tremilos und Nymphe Praxidike                                                             | Roscher 6,520 (8). Stephanos von Byzanz sv Τρεμίλη.        |
| Xanthos     | Ξάνθος        | König von Kreta, der die Europa raubte                                                             | Roscher 6,520 (9).                                         |
| Xanthos     | Ξάνθος        | einer der zwölf Pane im Heer des Dionysos                                                          | Roscher 6,520 (10). Nonnos: Dionysiaka 14,82.              |
| Xanthos     | Ξάνθος        | Flussgott in der Troas                                                                             | Roscher 6,520 (13).                                        |
| Xanthos     | Ξάνθος        | sprechendes, unsterbliches Pferd, „der Blonde“, wie Balios Sohn des Zephyr und der Harpyie Podarge | Roscher 6,520 (14). Diodor 6,3.                            |
| Xanthos     | Ξάνθος        | Beiname von Aphrodite, Artemis, Athene, Chariten, Demeter, Dionysos, Harmonia, Horen               | Roscher 6,521 (15). Scholion, Pindar: Olympia 7,56.        |
| Xanthos     | Ξάνθος        | Ross, nebst Deinos, Lampon und Podargos                                                            |                                                            |
| Xeine       | Ξείνη         | Beiname der Aphrodite in Memphis                                                                   | Roscher 6,521. Herodot: Historien 2,112.                   |
| Xeinis      | Ξείνις        | Chersonesite, nimmt ein dem Protesilaos heiliges Grundstück weg                                    | Roscher 6,521.                                             |
| Xenael      | Ξεναήλ        | Dämon, bei dem die unreinen Geister beschworen werden                                              | Roscher 6,521.                                             |
| Xenia       | Ξενια         | Beiname von Athene in Sparta und Aphrodite in Megalopolis                                          | Roscher 6,521 (1)-(2). Pausanias 3,11,11.                  |
| Xenikos     | θεός χσενικός | Fremdengott, der in Athen ein Heiligtum besaß                                                      | Roscher 6,521. CIA 1,273.                                  |
| Xenios      | Ξένιος        | Beiname des Zeus                                                                                   | Roscher 6,522-525 A. Gruppe: Griechische Mythologie 921,4. |
| Xenios      | Ξένιος        | Beiname des Apollon, Asklepios, Eros, Hermes, Poseidon, Thetis, Selene                             | Roscher 6,525 B. CIG 2,2214e.                              |
| Xenodamos   | Ξενοδαμος     | Sohn des Menelaos und einer Nymphe aus Knossos                                                     | Roscher 6,525. Bibliotheke des Apollodor 3,11,1.           |
| Xenodike    | Ξενοδίκη      | Tochter von König Minos von Kreta und Pasiphae                                                     | Roscher 6,525 (1). Bibliotheke des Apollodor 3,1,2,5.      |
| Xenodike    | Ξενοδίκη      | Gefangene Trojanerin auf Polygnotos Wandgemälde, nebst Klymene, Kreusa                             | Roscher 6,525 (2). Pausanias 10,26,1.                      |
| Xenodike    | Ξενοδίκη      | Tochter des Syleus, von Herakles erschlagen                                                        | Roscher 6,526 (3). Bibliotheke des Apollodor 2,6,3,2.      |
| Xenokleia   | Ξενοκλεια     | Pythia in Delphi, die Herakles weissagt                                                            | Roscher 6,526. Pausanias 10,13,8.                          |
| Xerion      | Ξέριον        | Dämon oder Engel, zu sprechen bei einer Lekanomantie                                               | Roscher 6,526.                                             |
| Xiphephoros | ξιφηφόρος     | das ist Hekate im Pariser Zauberpapyrus, das Schwert gehört zu den Attributen                      | Roscher 6,526.                                             |
| Xuthos      | Ξοῦθος        | Sohn des Hellen, mit Krëusa Vater von Diomede, Achaios und Ion                                     | Roscher 6,529.                                             |